# Église Saint-Amand de Contescourt
L'église Saint-Amand de Contescourt est une église située sur le territoire de la commune de Contescourt (Aisne), en France.